# Ла-Буйи
Ла-Буйи́ (фр. La Bouillie, брет. Ar Vezvid, галло Labólhi) — коммуна во Франции, находится в регионе Бретань. Департамент — Кот-д’Армор. Входит в состав кантона Пленёф-Валь-Андре. Округ коммуны — Динан.
Код INSEE коммуны — 22012.

## География
Коммуна расположена приблизительно в 360 км к западу от Парижа, в 80 км северо-западнее Ренна, в 26 км к востоку от Сен-Бриё.

## Население
Население коммуны на 2016 год составляло 857 человек.
| 1962 | 1968 | 1975 | 1982 | 1990 | 1999 | 2008 | 2016 |
| ---- | ---- | ---- | ---- | ---- | ---- | ---- | ---- |
| 556  | 597  | 601  | 669  | 711  | 664  | 822  | 857  |

## Экономика
В 2007 году среди 468 человек в трудоспособном возрасте (15—64 лет) 347 были экономически активными, 121 — неактивными (показатель активности — 74,1 %, в 1999 году было 66,0 %). Из 347 активных работали 325 человек (170 мужчин и 155 женщин), безработных было 22 (11 мужчин и 11 женщин). Среди 121 неактивных 31 человек были учениками или студентами, 53 — пенсионерами, 37 были неактивными по другим причинам.

## Достопримечательности
- Церковь Св. Петра
  - Статуя «Мадонна с младенцем» (XIV век). Исторический памятник с 1967 года[8]
- Восьмиугольная башня Виль-Теар. Построена в 1864 году, высота — 30 м. Предназначалась для военной связи путём семафорных сообщений (вымпелами и флажками)

## Фотогалерея

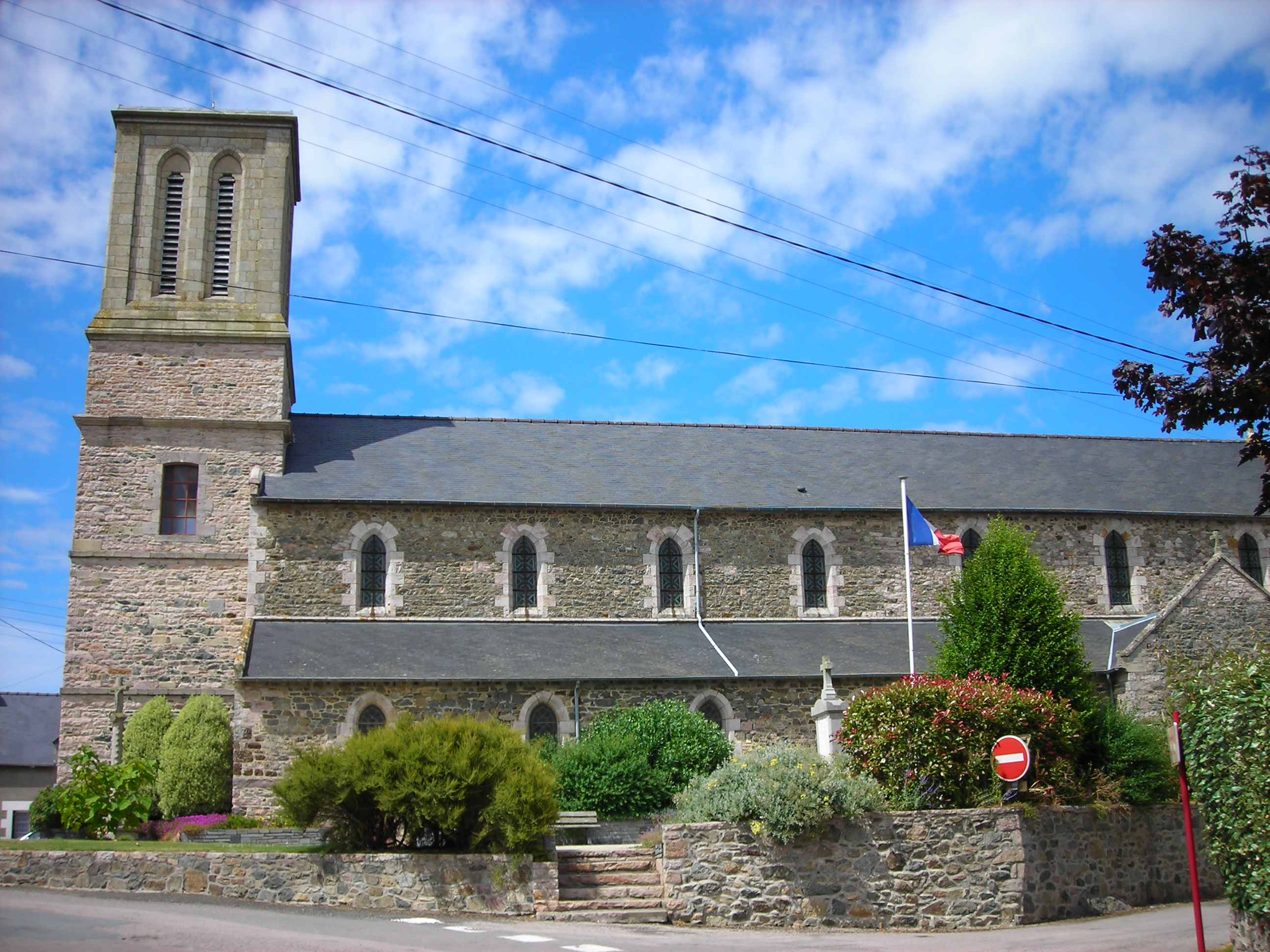
Церковь Св. Петра
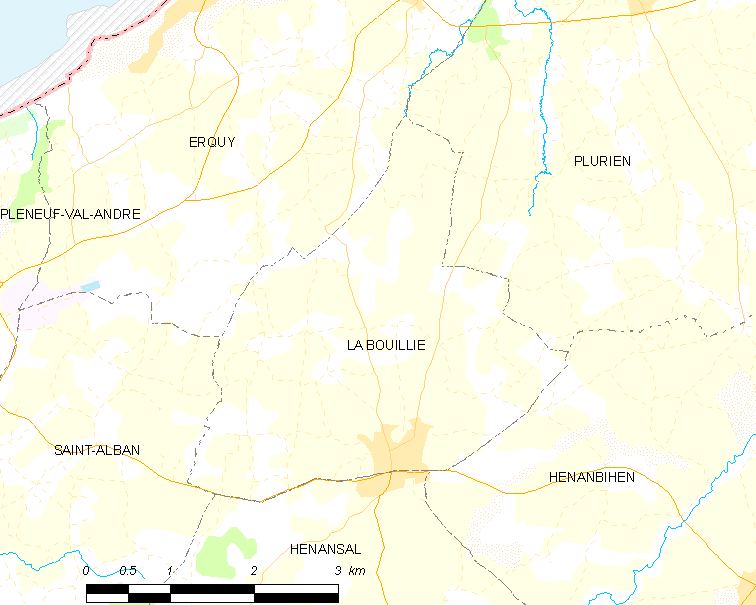
Карта коммуны